# Župkovský potok
Župkovský potok je potok na středním Pohroní, v okrese Žarnovica na Slovensku. Měří 5,3 km a je tokem IV. řádu.

## Průběh toku
Pramení v pohoří Vtáčnik v podcelku Nízký Vtáčnik, na jihovýchodním úpatí Markova vrchu, v nadmořské výšce přibližně 720 m. Od pramene teče nejprve na jih a posléze se stáčí na jihovýchod a vstupuje do Župkovské brázdy. Protéká osadou Tŕň a postupně se opět stáčí na jih, protéká obcí Župkov, nejprve částí Horný Župkov a zprava přibírá přítok z Belanové doliny. Poté opět zprava přibírá přítok zpod Tomášova štálu, obloukem zatáčí na východ a protéká částí Dolný Župkov. V blízkosti obce ústí v nadmořské výšce přibližně 305 m zprava do Kľaku.